# Новоглиняное
Новоглиня́ное (укр. Новоглиняне) — село в Песчанобродской сельской общине Новоукраинского района Кировоградской области Украины.
До 2020 года входило в Добровеличковский район
Население по переписи 2001 года составляло 311 человек. Почтовый индекс — 27041. Телефонный код — 5253. Занимает площадь 1,23 км². Код КОАТУУ — 3521781203.